# ألتا غراسيا
ألتا غراسيا (مدينة) (بالإسبانية: Alta Gracia)‏ هي مدينة تقع في الأرجنتين في قسم سانتا ماريا، قرطبة. يقدر عدد سكانها بـ 48,335 نسمة وترتفع عن سطح البحر 553 متر.

## أعلام
- هوغو اريارتي
- غوستافو ألبلا
- فابريسيو كولوتشيني
- مانويل دي فايا